# تيموثي إي. كوك
تيموثي إي. كوك (بالإنجليزية: Timothy E. Cook)‏ هو عالم سياسة أمريكي، ولد في عام 1954، وتوفي في عام 2006.